# رموز طبوغرافية
في الطب، تكون «الرموز الطبوغرافية» (أو «الطبوغرافيا codes») عبارة عن رموز تشير إلى موضع معين في الجسم.

## أمثلة
النظام الأول فقط من تلك الأنظمة نظام مختص فقط بالطبوغرافيا. بينما الأنظمة الأخرى أنظمة عامة تضم بعض المحاور الطبوغرافية.
- مصطلحات التشريح القياسية Nomina Anatomica (والتي تم تحديثها لتصبح Terminologia Anatomica)
- ICD-O
- SNOMED
- H (المحور 'A')